# Andalusia (singolo)
Andalusia è un singolo del gruppo musicale italiano Negrita, pubblicato il 30 maggio 2019 come secondo estratto dal terzo album di raccolta I ragazzi stanno bene (1994-2019).

## Video musicale
Il videoclip è stato pubblicato il 27 giugno 2019 sul canale Vevo-YouTube del gruppo.